# Pelegrina yucatecana
Pelegrina yucatecana är en spindelart som beskrevs av Maddison 1996. Pelegrina yucatecana ingår i släktet Pelegrina och familjen hoppspindlar. Inga underarter finns listade i Catalogue of Life.